# Jean-Pierre Le Roy
Jean-Pierre Le Roy (* 11. November 1953 in Bern; Bürger von Delsberg, Kanton Jura) ist ein Schweizer Schauspieler und Kulturmanager.

## Leben
Jean-Pierre Le Roy wuchs in Bern und im Kanton Zürich in der Schweiz auf. Seine Schulzeit verbrachte er in Thalwil und Richterswil am Zürichsee. Nach seinem Abschluss an der Wirtschaftsschule KV Zürich Business School arbeitete er vor seinem Schauspielstudium einige Jahre als Kaufmann (Logistik) in London und am Flughafen Zürich. 
Von 1977 bis 1980 studierte Jean-Pierre Le Roy dann an der Schauspiel-Akademie in Zürich (heute ZHdK). 1978 kam er in den Genuss eines Begabtenstudienpreises (Kulturprozent). 
Nach seinem Diplomabschluss führte ihn sein erstes festes Engagement ans Theater Bielefeld. Übers Theater Osnabrück und das Bremer Theater gelangte er 1988 nach Hamburg, wo er noch heute lebt. Hier spielte er am Ernst Deutsch Theater und am Theater im Zimmer. Es folgten Theater Tourneen in Deutschland, Schweiz, Österreich und Italien. Seit 1990 ist Jean-Pierre Le Roy auch wiederholt Gast im Fernsehen.
1994 schloss Jean-Pierre Le Roy ein zweijähriges Aufbaustudium Kulturmanagement (KMM Hamburg) an der Hochschule für Musik und Theater Hamburg  mit seiner Diplomarbeit erfolgreich ab.

## Filmografie (Auswahl)
- Großstadtrevier
- Zwei Münchner in Hamburg
- Immer wieder Sonntag
- Der Landarzt
- Blankenese
- Ein Mann am Zug
- Elbflorenz
- Kommissar Klefisch - Vorbei ist vorbei
- Fähre in den Tod
- Der König von St. Pauli
- Unser Charly
- Die Affäre Semmeling
- Die Rettungsflieger
- Fertig lustig (SF DRS)
- Lüthi und Blanc (SF DRS)
- Rosenstraße (Film)
- Tatort (Mietsache)
- Liebe & Wahn (SF DRS/SWR)
- Italien im Herzen

## Hörspiele
- Nume no einisch – Regie: Charles Benoit, DRS Bern, Autor(en): Agnes u. Kaspar Hadorn
- So entstehen Lügen – Regie: Hans Jedlitschka, DRS Zürich, Autor: Jakob Stutz
- Troumbruef – Regie: Charles Benoit, DRS Bern, Autoren: Barbara Keller; Markus Luginbühl
- Mandragola – Regie: Charles Benoit, DRS Bern, Autor: Niccolò Machiavelli